# Ziethen, Barnim
För andra betydelser, se Ziethen.
Ziethen är en kommun i östra Tyskland, belägen i Landkreis Barnim i förbundslandet Brandenburg, 9 km sydväst om staden Angermünde och omkring 65 km nordost om Berlin.
Kommunen bildades 1 februari 2002 genom sammanslagning av kommunerna Gross Ziethen och Klein Ziethen. Den sammanslagna kommunen ingår administrativt som en del i kommunalförbundet Amt Joachimsthal (Schorfheide), vars säte finns i staden Joachimsthal.

## Befolkning
| År   | Invånare |
| ---- | -------- |
| 1875 | 1 062    |
| 1890 | 961      |
| 1910 | 1 052    |
| 1925 | 983      |
| 1933 | 929      |
| 1939 | 927      |
| 1946 | 1 228    |
| 1950 | 1 192    |
| 1964 | 849      |
| 1971 | 807      |

| År   | Invånare |
| ---- | -------- |
| 1981 | 588      |
| 1985 | 557      |
| 1989 | 517      |
| 1990 | 493      |
| 1991 | 496      |
| 1992 | 487      |
| 1993 | 500      |
| 1994 | 488      |
| 1995 | 493      |
| 1996 | 500      |

| År   | Invånare |
| ---- | -------- |
| 1997 | 505      |
| 1998 | 517      |
| 1999 | 504      |
| 2000 | 489      |
| 2001 | 485      |
| 2002 | 491      |
| 2003 | 500      |
| 2004 | 486      |
| 2005 | 483      |
| 2006 | 485      |

| År   | Invånare |
| ---- | -------- |
| 2007 | 479      |
| 2008 | 474      |
| 2009 | 485      |
| 2010 | 459      |
| 2011 | 455      |
| 2012 | 470      |
| 2013 | 461      |
| 2014 | 446      |
| 2015 | 449      |
| 2016 | 443      |

| År   | Invånare |
| ---- | -------- |
| 2017 | 443      |
| 2018 | 450      |
| 2019 | 458      |
| 2020 | 446      |

Detaljerade källor anges i Wikimedia Commons..

## Kommunikationer
Ziethen ligger vid förbundsvägen Bundesstrasse 198 mot Plau am See, strax öster om anslutningen till motorvägen A11 i Joachimsthal. Närmsta järnvägsstation finns i Angermünde.